# Husteanka, Burîn
Husteanka (în ucraineană Хустянка) este localitatea de reședință a comunei Husteanka din raionul Burîn, regiunea Sumî, Ucraina.

## Demografie
Componența lingvistică a localității Husteanka
     Ucraineană (98,37%)
     Rusă (1,63%)
Conform recensământului din 2001, majoritatea populației localității Husteanka era vorbitoare de ucraineană (98,37%), existând în minoritate și vorbitori de rusă (1,63%).